# Ctenitopsis austrosinensis
Ctenitopsis austrosinensis là một loài dương xỉ trong họ Tectariaceae. Loài này được C.Chr. & Tardieu ex Tardieu & C.Chr.in Lecomte mô tả khoa học đầu tiên năm 1941.
Danh pháp khoa học của loài này chưa được làm sáng tỏ. 